# 毛盖螺
毛盖螺（学名：Pilosabia trigona），是中腹足目顶盖螺科Pilosabia的一种。主要分布于韩国、台湾，常栖息在潮间带到浅海的礁岩。